# Original equipment manufacturer
Original equipment manufacturer, OEM (dosłownie „producent oryginalnego wyposażenia”) – przedsiębiorstwo wytwarzające produkty, które mogą być sprzedawane przez innego producenta.

## Opis
W większości przypadków OEM nie dodaje wartości do wyposażenia, a jedynie znakuje je własnym logo. Nazwa OEM jest umieszczana na urządzeniach przez wytwórcę, na mocy zawartej umowy. Niekiedy OEM dodaje wartość do produktu, np. łącząc sprzęt i oprogramowanie w gotowe systemy (zobacz też: value added reseller).
Istnieją liczne firmy specjalizujące się w produkcji na rzecz OEM i nigdy niesprzedające produktów pod własną marką – są to tzw. producenci kontraktowi. Niektóre firmy zajmują się zarówno produkcją, jak i działalnością typu OEM.
Nazwa OEM jest też stosowana w odniesieniu do producentów komputerów osobistych, gdy sprzedają je razem z oprogramowaniem będącym standardowym wyposażeniem. Oprogramowanie OEM jest nierozerwalnie połączone z komputerem (lub jego częścią), na którym jest ono zainstalowane. Nie wolno go przenosić na inne komputery ani odsprzedawać.

## Przykłady
Typowym przykładem produktu OEM jest system operacyjny MS Windows, a także oprogramowanie biurowe dla firm, jak Microsoft Office lub dla biura domowego, jak Microsoft Works. Firma sprzedaje swój produkt po niskich cenach (bez obsługi technicznej) firmom produkującym sprzęt komputerowy, firmy te same muszą zapewnić obsługę techniczną produktu.
Innym przykładem ze świata komputerów może być produkcja płyt głównych dla światowych potentatów w produkcji komputerów. Tak wyprodukowane płyty, choć opatrzone logo swojego producenta, mają inne oznaczenia niż produkowane przez nie te same płyty główne w tzw. wersjach pudełkowych. Producent nie dostarcza do nich pomocy technicznej: aktualizacji, sterowników i opieki serwisowej, natomiast należy się w tym zakresie kontaktować wyłącznie ze sprzedawcą, czyli w tym przypadku producentem całego zestawu komputerowego.

## Zobowiązania wobec klienta
Pociąga to także przeniesienie zobowiązań producenckich wynikających z tytułu rękojmi i gwarancji na sprzedawcę. To oznacza, że sprzedawca zobowiązany jest zapewnić serwis gwarancyjny, pomoc techniczną oraz zwrot kosztów za produkt oddany, który sprzedaje, a którego nie produkował.
Zwrot produktów OEM jest utrudniony. Oprogramowania OEM nie można oddać do pierwotnego producenta, a tylko do producenta zestawu komputerowego. Często okazuje się, że oprogramowanie to nie ma określonej wartości, na podstawie której należna byłaby refundacja kosztów produktu, a jedyny przypadek zwrotu kosztów zakupu w przypadku zwrotu mógłby mieć miejsce przy zwrocie całości zestawu.

## Strony kodowe OEM
Microsoft używa określenia „strony kodowe OEM” (ang. OEM code page, w skrócie OEMCP) na określenie 8-bitowych stron kodowych używanych przez DOS i programy konsolowe Windows. Określenie to pojawiło się po wprowadzeniu stron kodowych Windows i może wprowadzać w błąd, gdyż strony kodowe OEM w rzeczywistości zostały opracowane przez MS na potrzeby systemu MS-DOS stworzonego na zamówienie IBM, czyli nie spełniają definicji produktu OEM.